# Fort McDermitt (Nevada)
Pour l’article homonyme, voir Fort McDermitt.
Fort McDermitt est une census-designated place (CDP) située dans le comté de Humboldt, dans l’État du Nevada, aux États-Unis. D'après le recensement de 2020, sa population est de 267 habitants.